# Mason Mount
Mason Tony Mount (n. 10 ianuarie 1999, Portsmouth, Anglia, Regatul Unit) este un fotbalist englez aflat sub contract cu Manchester United din Premier League.

## Palmares
Chelsea Youth
- U18 Premier League: 2016–17[4]
- FA Youth Cup: 2015–16, 2016–17
- UEFA Youth League: 2015–16

Chelsea
- UEFA Champions League: 2020–21[5]
- UEFA Super Cup: 2021[6]
- Vice-campion FA Cup: 2019–20,[7] 2020–21[8]

Anglia U19
- Campionatul European de Fotbal sub 19 ani: 2017

Anglia
- Vice-campion Campionatul European de Fotbal: 2020[9]